# ドルドーニュ県
ドルドーニュ県（ドルドーニュけん、Dordogne）は、フランスのヌーヴェル＝アキテーヌ地域圏の県である。

## 歴史

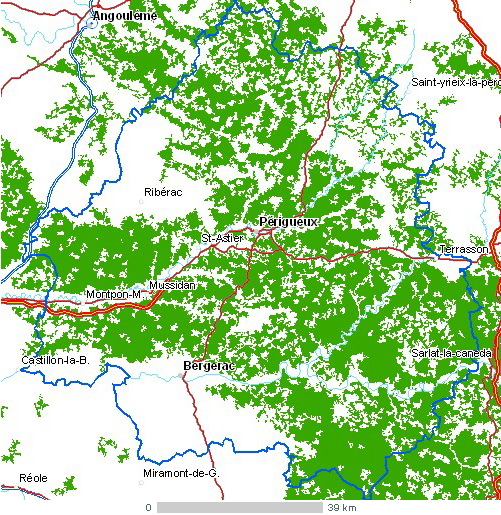
ドルドーニュ県の地図

フランス革命後の1790年3月4日、1789年12月22日の法令施行により、かつてのペリゴール州の一部から創設された。名称はドルドーニュ川に由来する。

## 地理・気候
ドルドーニュ県は、国内第3位の面積を持つ。面積の約45%が森林で占められ、森林面積でも国内第3位である。オート＝ヴィエンヌ県、コレーズ県、ロット県、ロット＝エ＝ガロンヌ県、ジロンド県、シャラント＝マリティーム県、シャラント県と接している。ヴェゼール川流域は、旧石器時代後期の遺物、遺跡の宝庫といわれ、クロマニョン人化石、ラスコー遺跡などが発見されている。
ドルドーニュ県は、暑い夏と寒い冬という大陸性気候を持つ。県北東部と県南西部では気温に大きな開きがあり、約5℃違う。

## 人口
ドルドーニュ住民は自らを、かつての州から派生した名前であるペリグーダン（Périgourdins）またはペリゴーダン（Périgordins）と自称する。
2006年度にはイギリスからのリゾート客が約21,000人を数えた。彼らはフランス居住者とされるのを避けるため、6ヶ月と1日以上滞在しないよう注意を払っている。

## 文化

### 言語
かつてのペリゴールではオック語の一方言であるリムーザン語が主流であった。これは大まかにモンタゾーからナデイヤックまでのラインから北で、盛んに用いられている。このラインの南では同じ一方言のラングドック語となる。パルクールとロシュ＝シャレの一部では、オイル語が話されている。

### ワイン
ドルドーニュ県は、フランス第一の銘醸地ボルドーのあるジロンド県の東隣にあり、ボルドーと似たタイプのワインが作られている。

## 観光
ドルドーニュ県内には1000以上の城が点在する。13世紀から14世紀に建てられた要塞都市であるバスティッドも、数多く現存している。

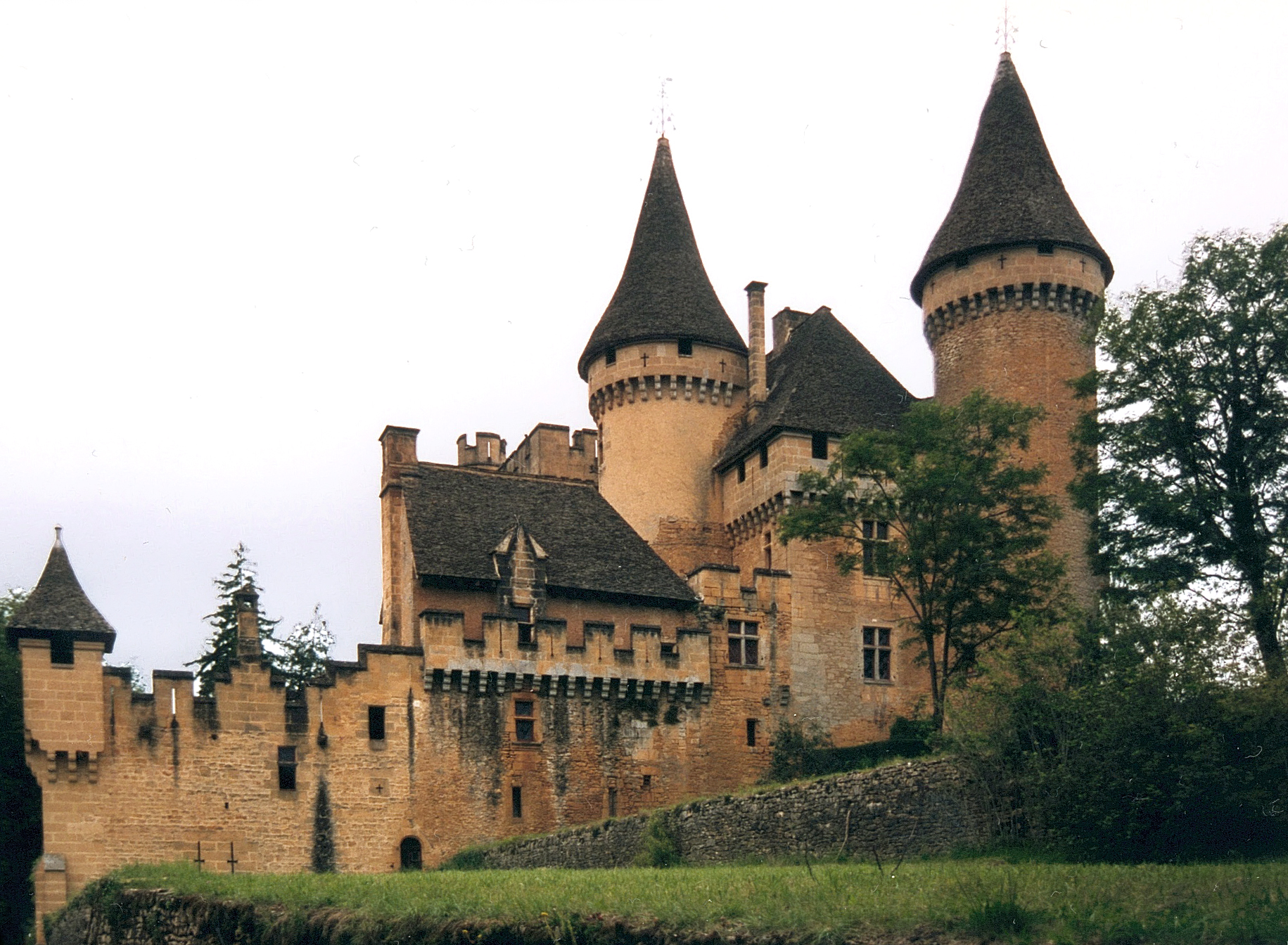
ピュイマルタン城
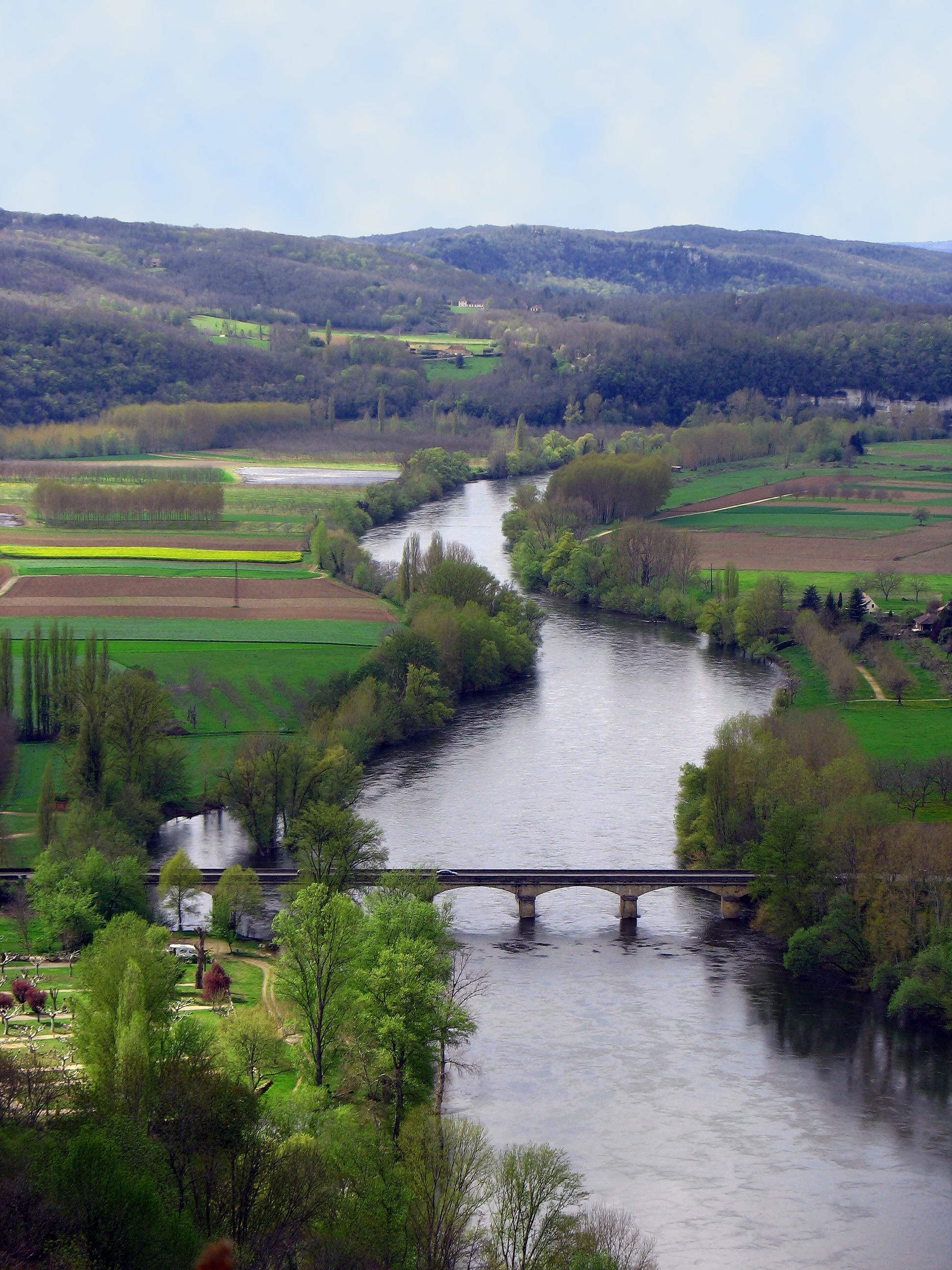
ドンムを流れるドルドーニュ川
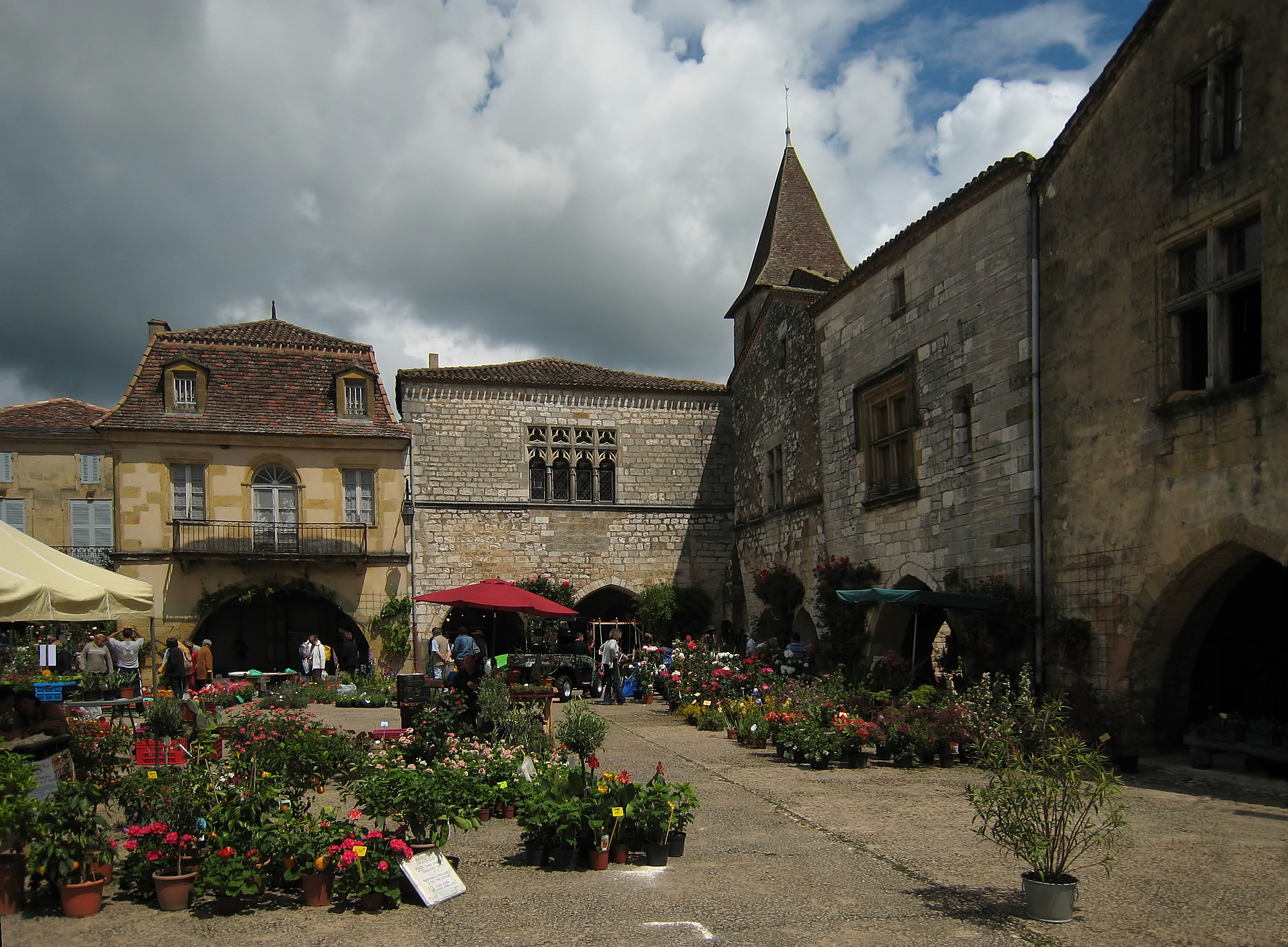
代表的なバスティードの一つ、モンパジエ
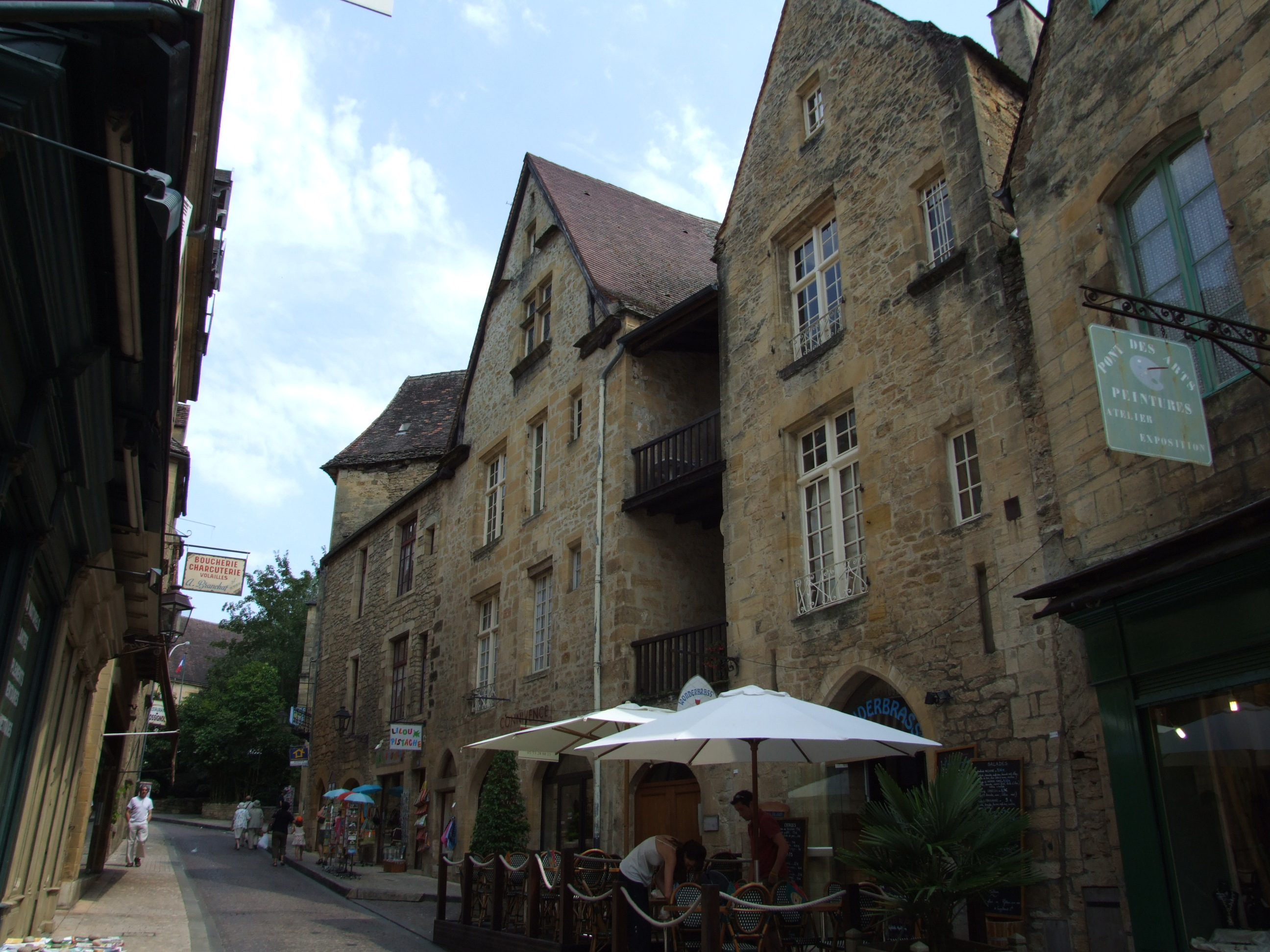
サルラ＝ラ＝カネダの町並み